# Герман I Тюринзький
Герман I (нім. Hermann I. von Thüringen, бл. 1156/1157 — 25 квітня 1217 року) — 5-й ландграф Тюрингії в 1190–1217 роках, 17-й пфальцграф Саксонії у 1181–1217 роках. Рахується як Герман I як перший представник Людовінгів на ландграфстві Тюринзькому, хоча фактично був Германом II серед ландграфів Тюрингії.

## Біографія

### Пфальцграф
Походив з династії Людовінгів. Четвертий син Людвіга II Залізного, ландграфа Тюрингії, та Юдит фон Гогенштауфен. Народився близько 1156/1157 року. Виховувався при французькому королівському дворі в Парижі. 1181 році брат — Людвіг, ландграф Тюрингії, поступився Герману пфальцграфством Саксонським. 1182 року одружився з представницею роду Зоммершенбургів, чим зміцнив свої позиції з пфальцграфстві.
1188 року спільно з братом Людвігом Тюринзьким здійснив невдалий похід проти колишнього саксонсько-баварського герцога Генріха Льва Вельфа, що повернувся до Німеччини. Після смерті брата під час хрестового походу в 1190 році Герман успадкував Тюрінгію. В цей час помирає дружина Германа.

### Ландграф
Продовжив родинну політику з підтримки імператорської династії Гогенштауфенів. 1196 року одружився з представницею роду Віттельсбахів. У 1197 році Герман I погодився доличитися до хрестового походу, який організував імператор Генріх VI. Однак через раптову смерть імператора похід не відбувся.
Під час боротьби за трон між Філіппом Гогенштауфеном і Оттоном Вельфом ландграф Тюрингії вправно маневрував між ними. Протягом 12 років він поміняв сторону 7 разів, чим сильно похитнув свій авторитет. Водночас він намагався збільшити свої володіння.
При виникненні суперечки імператора Оттона IV з папою римським Інокентієм III у 1211 році Герман I зібрав в Нюрнберзі декількох імперських князів і графів, які вирішили позбавити влади імператора і обрати Фрідріха Гогенштауфена новим очільником Священної Римської імперії. 1212 року Оттон IV швидко повернувся з Італії до Німеччини, де зібрав рейхстаг в Нюрнберзі. Рішенням князів Германа I та його союзників було оголошено заколотниками. Внаслідок цього саксонці повстали проти Германа I і численні васали відмовилися від нього. Ситуацію врятувала лише швидка допомога Фрідріха Гогенштауфена, що в серпні 1212 року прибув до Німеччини.
Сприяв подальшим успіхам Гогенштауфенів в Німеччині. Помер Герман 1217 року в Готі й був похований в монастирі Св. Катерини в Айзенасі. Йому спадковував старший син Людвіг IV.

## Мистецтво
Герман I був покровителем мистецтв і сам був мінезингером. Він сприяв переробці німецькою літературною мовою творів французької літератури. При дворі ландграфа в Вартбурзі жмешкало багато мінезингерів, зокрема Вальтер фон дер Фогельвейде і Вольфрам фон Ешенбах.

## Родина
1. Дружина — Софія, донька пфальцграфа Фрідріха II Зоммершенбурга
Діти:
- Юдит (1184—1235), дружина: 1) Дітриха I Веттіна, маркграфа Мейсена; 2) графа Поппо XIII фон Геннеберг
- Гедвіга (д/н—1247), дружина Альбрехта II Асканія, графа Веймар-Орламюнде

2. Дружина — Софія, донька Отто I Віттельсбаха, герцога Баварії
Діти:
- Ірмгард (1196—1244), дружина Генріха I Асканія, графа Ангальта
- Герман (1200—1216)
- Людвіг (1200—1227), ландграф Тюрингії в 1217—1227 роках
- Генріх (1204—1247), король Німеччини в 1246—1247 роках
- Агнес (1205—після 1247), дружина: 1) Генріха Бабенберга; 2) Альбрехта I Асканія, герцога Саксонії
- Конрад (1206/1207—1240), великий магістр Тевтонського ордену в 1239—1240 роках